# Llei del Sucre de 1764
La Llei del Sucre (en anglès, Sugar Act), també coneguda com a American Revenue Act, va ser aprovada pel Parlament britànic el 5 d'abril de 1764. Aquesta llei tenia com a objectiu reforçar la recaptació d'impostos i combatre el contraban de sucre i melassa procedents de les colònies franceses i holandeses a les Índies Occidentals, alhora que pretenia augmentar els ingressos per finançar les despeses de defensa de l'Imperi britànic després de la guerra dels Set Anys.

## Context històric

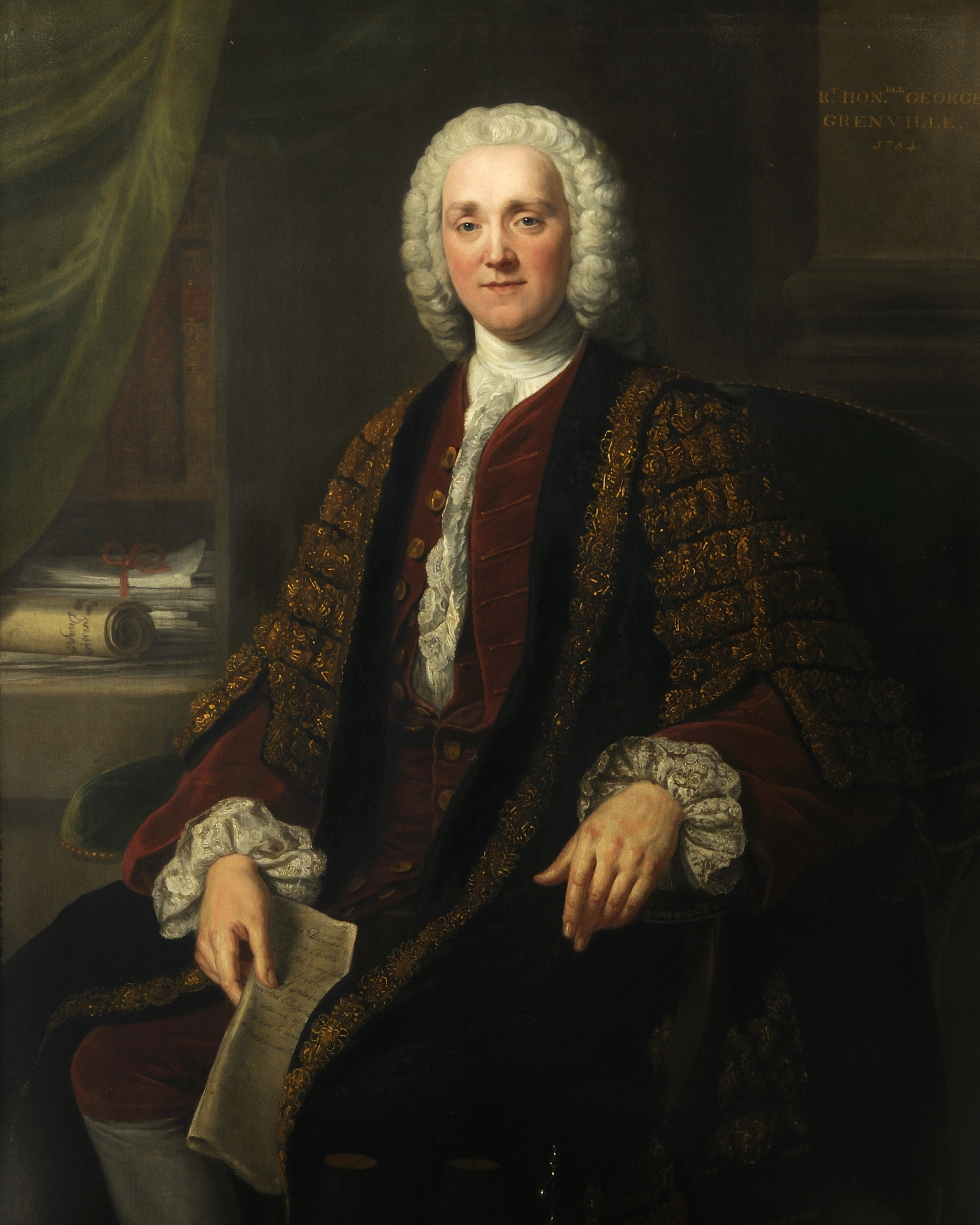
George Greenville. Ministre de Hisenda del Rei Jordi III, impulsor de la Llei del Sucre.

Aquesta llei substituïa la Llei de la Melassa de 1733, que havia imposat un impost de sis penics per gal de melassa importada de colònies no britàniques. Tanmateix, aquest impost rarament es recaptava a causa de l'evasió fiscal i el contraban generalitzats. La Llei del Sucre reduïa l'impost a tres penics per galó, però establia mesures més estrictes per garantir-ne el compliment, com ara la confiscació de vaixells i càrregues i el judici dels infractors en corts de l'almirallat, en què no hi havia jurat.
A més de la melassa, la llei imposava impostos sobre altres productes com el sucre refinat, el vi, el cafè i alguns teixits, i prohibia la importació directa de rom estranger. També obligava els capitans de vaixells a portar registres detallats de la seva càrrega, que podien ser inspeccionats en qualsevol moment.
Després de la guerra dels Set Anys, el deute nacional britànic havia augmentat significativament, passant de 75 milions de lliures abans de la guerra a 122,6 milions el gener de 1763. George Grenville, primer ministre de Jordi III, considerava que les colònies americanes havien de contribuir a les despeses de defensa del territori colonial, estimades en 200.000 lliures anuals. El seu programa de recaptació preveia ingressos de 78.000 lliures anuals.

## Reacció a les colònies
La Llei del Sucre va arribar a les colònies en un moment de depressió econòmica. Molts colons, especialment comerciants i transportistes, van veure la nova llei com una amenaça directa als seus interessos econòmics. A Nova Anglaterra, on la destil·lació de rom era una indústria important, el compliment estricte de la llei feia que el contraban fos més arriscat i reduïa els marges de benefici. Els colons argumentaven que el marge de benefici del rom era massa petit per assumir cap impost, i es temia que calgués apujar molt els preus.
Dos dels principals impulsors de les protestes contra la llei van ser Samuel Adams i James Otis, ambdós comerciants de Massachusetts. L'agost de 1764, cinquanta comerciants de Boston van acordar deixar de comprar productes de luxe britànics, i tant a Boston com a Nova York van sorgir moviments per promoure la manufactura colonial. Hi va haver esclats puntuals de violència, el més destacat dels quals es va produir a Rhode Island.

## Conseqüències i derogació
Tot i que la Llei del Sucre no va provocar una resistència immediata i generalitzada, va establir un precedent important: per primera vegada, el Parlament britànic imposava impostos directes a les colònies amb l'objectiu explícit de recaptar ingressos, no només de regular el comerç. Aquest fet va alimentar el debat sobre la representació i la legitimitat de la fiscalitat imperial, i va preparar el terreny per a la resistència més intensa que es produiria amb la Llei del Timbre de 1765.
Finalment, la Llei del Sucre va ser derogada el 1766 i substituïda per la Llei de la Renda (Revenue Act), que reduïa l'impost a un penic per galó de melassa, tant si era d'origen britànic com estranger. Això es va produir gairebé al mateix temps que s'anul·lava la Llei del Timbre.